# John Sibbit
John Sibbit (n. 3 aprilie 1895, Ancoats⁠(d), Anglia, Regatul Unit al Marii Britanii și Irlandei – d. 5 august 1950, Manchester, Anglia, Regatul Unit) a fost un ciclist de performanță britanic, medaliat olimpic. A participat la 2 ediții ale Jocurilor Olimpice (1928, 1936) în care a câștigat o medalie de argint.